# 君を待ってる
「君を待ってる」（きみをまってる）は、King & Princeの楽曲。同グループ3枚目のシングルとして2019年4月3日にユニバーサルミュージックからリリースされた。

## 解説
表題曲「君を待ってる」の作詞は、シンガーソングライターの高橋優が担当した。ミュージックビデオでのメンバーはカジュアルな衣装をまとい、“君を待ってる”のフレーズには手話を取り入れた振付がされている。 
当初「君を待ってる」は、2018年11月初旬からパニック障害の治療で芸能活動を休養していた岩橋玄樹が制限付きで一部芸能活動を再開すると2月17日に発表し、それに伴い3月20日に6人でリリース予定だったが、その後、不安定な状況に陥り再度芸能活動を休養することを2月28日に発表したため、内容一部を制作し直し4月3日に発売を延期することとなり、岩橋を除く5人でのリリースとなった。
CDデビュー3周年にあたる2021年5月23日にKing & PrinceのYouTube公式チャンネルが開設され、25日正午より本作のミュージックビデオのYouTube Editが公開された。

## リリース
初回限定盤A、初回限定盤Bと通常盤の全3形態で発売。初回限定盤A・Bのみ、DVDが付属されている。

### 先着特典
- 初回限定盤A - フォトカード（A5サイズ）[14]
- 初回限定盤B - ステッカーシート[14]
- 通常盤 - クリアポスター（A3サイズ）[14]

## 収録曲

### CD

#### 通常盤
1. 君を待ってる [4:39]
作詞：高橋優、作曲：川口進・草川瞬・佐原康太、編曲：田渕夏海・川口進・佐原康太
  - King & Prince出演 UHA味覚糖『ぷっちょ』CMソング[15]
  - King & Prince出演 Yahoo! JAPAN『Yahoo!きせかえ』CMソング[16]
2. 風に乗れ [4:28]
作詞：MiNE、作曲：MiNE・坂室賢一、編曲：坂室賢一
  - ベネッセコーポレーション『進研ゼミ 小学講座・中学講座・高校講座』CMソング[17]
3. グッとGood Life [3:35]
作詞：小久保祐希、作曲・編曲：Caesar & Loui・Cage・Oneye
4. Wake me up [3:54]
作詞：小林光明、作曲・編曲：Steven Lee
  - 1stコンサート『King & Prince First Concert Tour 2018』披露曲[11]

#### 初回限定盤A
1. 君を待ってる
2. 風に乗れ
3. 宙（SORA） [4:59]
作詞：田鹿祐一、作曲：田鹿祐一・Octobar、編曲：Octobar・TAKAROT

#### 初回限定盤B
1. 君を待ってる
2. 風に乗れ
3. Spark and Spark [4:22]
作詞：KOMU、作曲・編曲：原一博

### DVD

#### 初回限定盤A
1. 「君を待ってる」Music Video
2. Making of「君を待ってる」

#### 初回限定盤B
1. 『King & Prince TV#2 〜ホントのとこどうなの?グランプリ〜』

## チャート成績
初週39.1万枚を売り上げ、2019年4月15日付オリコン週間シングルランキングで初登場1位を記録。
デビューシングルから3作連続の初週30万枚超えを記録し、KAT-TUNの3rdシングル「僕らの街で」が初週売上41.0万枚を記録して以来、12年4か月ぶり、KinKi Kids、KAT-TUNに次ぐ史上3組目の記録となった。
「第52回オリコン年間ランキング 2019」のシングル部門では44.6万枚で14位にランクインした。
Billboard JAPANでは初週で400,315枚を記録し、同年4月8日発表の「Top Singles Sales」で1位を獲得。「HOT 100」でも総合1位を獲得した。